# Vidai
Vidai is een gemeente in het Franse departement Orne (regio Normandië) en telt 76 inwoners (2009). De plaats maakt deel uit van het arrondissement Alençon.

## Geografie
De oppervlakte van Vidai bedraagt 1,5 km², de bevolkingsdichtheid is dus 50,7 inwoners per km².
De onderstaande kaart toont de ligging van Vidai met de belangrijkste infrastructuur en aangrenzende gemeenten.

## Demografie
Onderstaande figuur toont het verloop van het inwonertal (bron: INSEE-tellingen).